# Данько, Николай Михайлович
Никола́й Миха́йлович Данько́ (24 мая 1926, с. Славгород, Краснопольский район, Харьковская область — 14 февраля 1993, Сумы) — украинский поэт, писатель

, переводчик, журналист, библиофил. Один из лидеров украинского диссидентского движения в Сумах 1970—1980-х годов.

## Биография
Родился в 1926 году в селе неподалёку от Сум в семье кузнеца. Семья и многие односельчане пострадали от голода 1932—1933 годов, эти события оказали большое влияние на дальнейшую жизнь Николая.
Участник Великой Отечественной войны (с 1944 года), воевал в Австрии и Венгрии. Имел боевые награды. После войны четыре года служил в авиационных полках в Конотопе, на Камчатке, на острове Сахалин.
В 1951 году поступил в Львовский государственный университет на факультет журналистики, который окончил в 1956 году. Уже летом становится репортёром газеты «Ленинская молодёжь» (Львов). Но в 1958 году добивается перевода в Сумскую область, где становится завотделом областной газеты «Ленинская правда» (Сумы).

## Творческая деятельность и репрессии
1965 — в издательстве «Молодёжь» выходит первый сборник стихов «Зоряне вікно», а в 1967 — сборник «Червоне соло», который стал объектом жёсткой критики (поэт был обвинён в буржуазном национализме).
1969, 30 апреля — под давлением областной власти уволен «по собственному желанию» из редакции «Ленинской правды». Начинается период безработицы и угрозы ареста «за тунеядство». В следующие 20 лет сменил десяток профессий: должность старшего литсотрудника редакции журнала «Начальная школа» (Киев), 1970 — на короткое время возвращается в «Ленинскую правду», 1973 — принят на должность заведующего литературной части Сумского музыкально-драматического театра им. М. Щепкина, 1974 — 16 марта уволен, 15 июля зачислен в цехе безалкогольных напитков Сумского пивзавода, 1975 — режиссёр в областном клубе кинолюбителей, 1979 — методист в областном клубе кинолюбителей, 1983 — контролер отдела охраны при Сумском МВД.

## Переводы с удмуртской литературы
В период с 7 января 1970 по 16 января 1972, работая на должности старшего литературного сотрудника редакции газеты «Ленинская правда», занимается в том числе переводами, но публикует лишь несколько произведений удмуртской литературы — три стихотворения поэта Флора Васильева, личного друга Данько — два в газете «Ленинская правда» и одно в молодёжной газете «Черовний луч».
Вторая попытка популяризировать удмуртскую литературу приходится уже на начало 1980-х годов. Снова в сумской молодежной газете «Красный луч» Данько размещает подборку переводов с удмуртского. Очевидно, тем самым чтя память поэта Васильева, который погиб в автокатастрофе.
В ДАСО сохранилась также переписка двух поэтов, в котором говорится и о технике украинско-удмуртских переводов.

## Член диссидентского движения в Сумах
Несмотря на жизненные трудности (поэта, ко всему, бросила жена), в 1970-х годах Данько стал центром диссидентской среды города Сумы, принимал патриотическую интеллигенцию у себя в квартире (Анатолий и Василий Коломацкий, Виктор Казбан), стал мощным катализатором национального движения в крае. Василий Коломацкий — теперь известный деятель украинской диаспоры в Канаде — так вспоминает период общения с поэтом:

## Новое время
1988 — в журнале «Кафедра» № 2 впервые после замалчивания опубликованы его стихи, 1989 2 января — восстановлен на работе в сумской газете «Ленинская правда». Но к этому времени Данько уже был больным человеком, что послужило утратой стимула для творческого существования.
1991 — в издательстве «Советский писатель» выходит третий прижизненный сборник произведений «Й сонця прихилив би». В него вошли произведения, которые были запрещены к печати в прошлые годы.

## Музей
При Славгородском школьном музее истории села по инициативе Виктора Казбана и директора Сумского музея «Образования и науки» Анатолия Близнюка создана экспозиция, посвящённая Николаю Данько, куда вошли личные вещи поэта.

## Память
В Сумах существует улица Николая Данько.